# Équation normale
Une équation normale est un concept mathématique que l'on peut trouver en géométrie euclidienne (pour une droite ou un plan) et en statistiques.

## En géométrie

### Droite du plan
Dans un plan affine euclidien, l'équation d'une droite affine ax + by + c = 0 est dite normale si a2 + b2 = 1. Les coefficients a et b sont alors les cosinus directeurs de la normale (N) à la droite passant par l'origine, c'est-à-dire que a peut s'écrire cos α où α est l'angle entre l'axe x et la normale, et que b peut s'écrire cos β où β est l'angle entre l'axe y et la normale.
En deux dimensions (plan affine), β = π/2 - α donc cos β = sin α et sin β = cos α, donc effectivement cos2 α + cos2 β = 1, mais lorsqu'on monte dans les dimensions supérieures, il n'existe plus de relations triviale entre les cosinus directeurs, sinon que la somme de leurs carrés doit être égale à 1.
Une droite du plan admet exactement deux équations normales, qui correspondent aux deux choix possibles de vecteur normal normé.
L'avantage de l'équation normale est que si M est un point de coordonnées (x , y), la distance du point M à la droite est égale à |ax + by + c|.

### Plan de l'espace
- Dans un espace affine euclidien de dimension 3, une équation de plan affine ax + by + cz + d = 0 est dite normale si a2 + b2 + c2 = 1.
- Un plan de l'espace admet exactement deux équations normales qui correspondent aux deux choix possibles de vecteur normal normé.
- L'avantage de l'équation normale est que si M est un point de coordonnées (x , y , z), la distance du point M au plan est égale à |ax + by + cz + d|.
- On peut généraliser à un hyperplan.

## En statistiques
En statistique, les équations normales sont des équations matricielles de la forme :
tAAx = tAb
où
- A est une matrice de réels de dimensions n×p ;
- tA est la matrice transposée de A ;
- x est un vecteur réel inconnu de dimension p ;
- b est un vecteur connu de dimension n.

Elles sont utilisées pour effectuer une régression linéaire par la méthode des moindres carrés. De manière générale, il s'agit de la pseudo-solution du système linéaire
Ax = b
que l'on ne peut pas résoudre de manière classique lorsque l'on a plus d'équations indépendantes que d'inconnues (n > p, système surdéterminé).

## Référence
« Programmes scolaires en vigueur en France »(Archive.org • Wikiwix • Archive.is • Google • Que faire ?)